# Dahyun

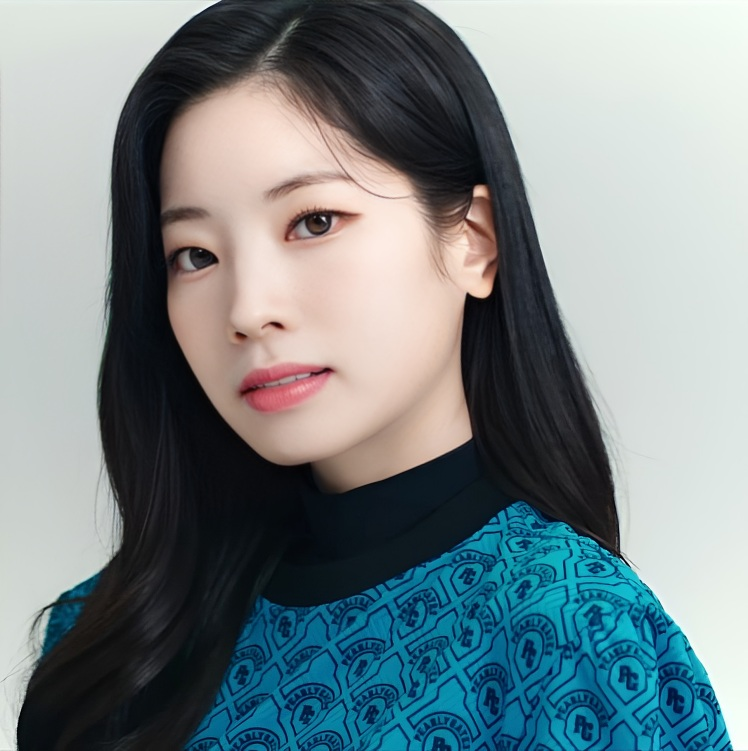

Kim Da-hyun (Koreaans :김다현; Hanja: 金多賢) (Seongnam , 28 mei 1998) is een Zuid-Koreaanse (K-pop) zangeres, rapper en songwriter. Ze is voornamelijk bekend als lid van Twice (een meisjesgroep).

## Biografie
Dahyun is geboren in Gyeonggi ,een provincie in Seongnam op 28 mei 1998. Ze is samen opgegroeid met haar ouders en heeft ook een oudere broer Myung Soo. Op Dahyun haar jonge leeftijd, begon ze te zingen bij haar christelijk kerkkoor. Op haar middelbare school speelde ze een solo op een dansfestival voor jongeren en werd gescout door JYP Entertainment. Op 7 juli 2012 werd ze geselecteerd na haar auditie bij JYP Entertainment en ze werd officieel een stagiaire en heeft drie jaar zingen en dansen geoefend. In 2015 nam ze deel aan de reality-tv series Sixteen, waarna ze werd geselecteerd om zich bij de meidengroep Twice aan te sluiten. Dahyun werd ook geselecteerd in een auditie bij YG en SM, maar heeft uiteindelijk gekozen voor JYP. Op 12 oktober 2015 heeft Twice officieel voor het eerst opgetreden met hun eerste mini-album The Story Begins met lead single van het album Like-Ooh-Ahh. Naast het zingen, dient Dahyun als een van Twice's rappers, samen met collega-groepslid Chaeyoung. In een jaarlijkse muziekpeiling in Korea (Gallup) in 2017 werd Dahyun uitgeroepen tot de zeventiende meest beroemde idool in Zuid-Korea.

## Fans (ONCE)
De fans (ONCE) hebben Dahyun een bijnaam gegeven 'exicted tofu' in het Koreaans 'Heung Dubu' omdat ze heel beroemd is voor haar extraverte persoonlijkheid en haar witte huidskleur.

## Zelfgeschreven liedjes

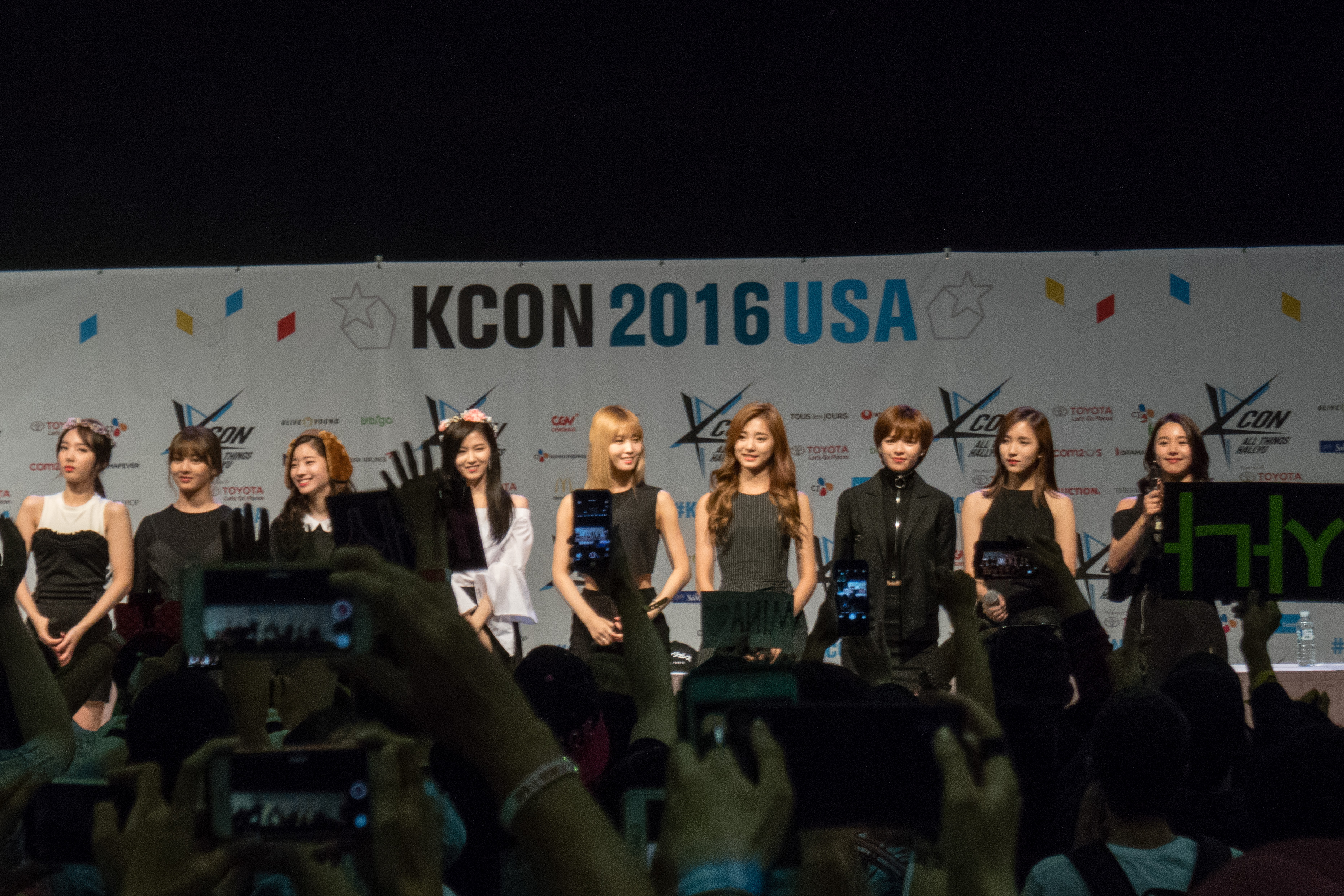
Twice ontmoeten hun fans in LA in 2016

## Tours[3]
| Jaar      | Naam Tour                                                                                                  |
| --------- | --- |
| 2017      | Twice 1st Tour: Twiceland - The opening                                                                    |
| 2017      | Twice Debut showcase "Tochdown in Japan"                                                                   |
| 2018      | Twice showcase live tour 2018 "Candy Pop"                                                                  |
| 2018      | Twice 2nd Tour : Twiceland Zone 2 - Fantasy Park                                                           |
| 2018      | Twice 1st Arena Tour 2018 "BDZ"                                                                            |
| 2019      | Twice Dome Tour 2019 "#Dreamday"                                                                           |
| 2019-2020 | Twice World Tour 2019 - 2020 "Twicelights" ( Waarvan de laatste 4 datums afgelast werden door Covid - 19). |

## Zelfgeschreven liedjes[4]
| Naam lied     | Geschreven door            | Componist en arrangeur                                                                         | Album                   | Jaar |
| ------------- | -------------------------- | ---------------------------------------------------------------------------------------------- | ----------------------- | ---- |
| Missing U     | Chaeyoung earattack Dahyun | earattack Cheayoung                                                                            | Twicetagram             | 2017 |
| Trick It      | Dahyun JQ                  | Melanie Fontana GG Ramirez Jurek Reunamäki 72                                                  | Feel Special            | 2019 |
| 21:29         | Twice                      | Lee Joo-hyoung Sophia Pae                                                                      | Feel special            | 2019 |
| Queen         | Dahyun                     | JinbyJin Cazzi Opeia Ellen Berg                                                                | Eyes Wide Open          | 2020 |
| Bring It Back | Dahyun                     | earattack Gong Do Laurell Barker Katya Edwards                                                 | Eyes Wide Open          | 2020 |
| SOS           | Dahyun                     | Lee Hyun-do Chloe Latimer Glow                                                                 | Taste of Love           | 2021 |
| Scandal       | Dahyun                     | Kristoffer Tømmerbakke Erik Smaaland Alida Garpestad Peck                                      | Taste of love           | 2021 |
| Cruel         | Dahyun                     | Mich Hansen Jeppe London Bilsby Lauritz Emil Christiansen Brooke Tomlinson Alma Gudmundsdottir | Formula of Love: O+T=<3 | 2021 |